# Guillaume VII de Chalon
Pour les articles homonymes, voir Guillaume de Chalon.
Guillaume VII de Chalon-Arlay (1415-1475) est un prince d'Orange, issu de la Maison de Chalon-Arlay.

## Biographie
Guillaume est né en 1415. Il est le fils du seigneur et prince d'Orange Louis II de Chalon-Arlay et de Jeanne de Montfaucon, dame de Montbéliard et fille de Henri de Montbéliard, comte de Montbéliard, seigneur d'Orbe, etc.. Il est parfois appelé seigneur d'Arlay ou seigneur d'Arguel.
En 1438, il épouse Catherine de Bretagne (fille du comte Richard d'Étampes et de la comtesse Marguerite d'Orléans fille du duc Louis Ier d'Orléans et de la comtesse Valentine Visconti) dont il a :
- Jean IV de Chalon (1443-1502), prince d'Orange.

Il alla en 1446, à la conquête du Milanais sous le Duc Charles d'Orléans.
Il a fait un voyage en Terre Sainte après la mort de son père,.
Il était au siège de Liège avec Charles le Téméraire et y reçu plusieurs blessures. Ensuite il a abandonné ce prince lequel s'est vengé en prenant les terres qu'il avait en Bourgogne. Louis XI l'arrêta et l'enferma à Lyon. Il le retint prisonnier pendant 2 ans. Le prince Guillaume fut obligé, pour se libérer, de remettre au roi l'hommage et la souveraineté de sa principauté puisque le roi Louis XI était aussi Dauphin du Viennois. Il dut aussi transférer les appels du parlement d'Orange vers le parlement de Grenoble et en plus payer une rançon de 40 000 écus. Le 6 juin 1475, il signe un traité à Rouen où il reconnaît la suzeraineté de la couronne de France. Ce Traité, lui permet de garder le titre de Prince souverain, de battre monnaie et d'être libéré de la rançon.
Il meurt à Orange le 27 octobre 1475,,. Son fils unique Jean IV lui succède au titre de prince d'Orange.

## Titres
- Prince d'Orange
- Seigneur d'Arlay et Arguel